# Мильфлёр
Мильфлёр (фр. mille-fleurs — «тысяча цветов») — особый вид шпалер XV—XVI вв. с однотонным фоном, усеянным цветами или листьями.

## История
Мильфлёры были широко распространены в шпалерном ткачестве всего франко-фламандского региона, но вероятно, что первоначально они появились во Франции, в частности в Турени — провинции, традиционно считающейся главным центром выработки подобных шпалер. Их возникновение относится к XV веку, когда производство французских шпалер из-за Столетней войны переместилось из Парижа в города, расположенные в бассейне Луары. Предположительно, мильфлёры появились под влиянием традиционного обычая, бытовавшего во Франции: маршрут процессии в день Праздника Тела Христова украшался тканями со множеством прикреплённых к ним живых цветов.

## Характеристики
Сюжеты мильфлёров весьма разнообразны: это могут быть аллегории, сцены из светской жизни, религиозные или мифологические сюжеты. Помимо растительных мотивов часто изображаются также животные и птицы.
Фон бывает красным, зелёным, тёмно-синим, реже белым либо жёлтым. Цветы на этом фоне могут быть расположены очень плотно или более редко; изображаться предельно натуралистично или стилизованно. Зачастую не составляет труда узнать изображённые растения; специалисты насчитывают на мильфлёрах около сотни видов. Все они имели определённое символическое значение, которое легко прочитывалось средневековым зрителем.

## Примеры
Один из самых известных мильфлёров — цикл из шести шпалер «Дама с единорогом». На синем фоне представлены растущие цветы, среди которых гвоздики, гладиолусы, розы, тюльпаны, жасмин, анютины глазки, барвинок, крокусы, ландыши, примулы, ирисы, фиалки, лилии, пионы, гиацинты, цикламены, ромашки и др. На красном фоне изображены срезанные цветы, лежащие на земле. Предположительно, это связано с традицией усыпать землю цветами в дни больших праздников.
Другие известные мильфлёры — «Охота на единорога», «Сцены из жизни сеньоров», «Концерты на лоне природы», «Триумф смерти, или Три мойры».

## Галерея

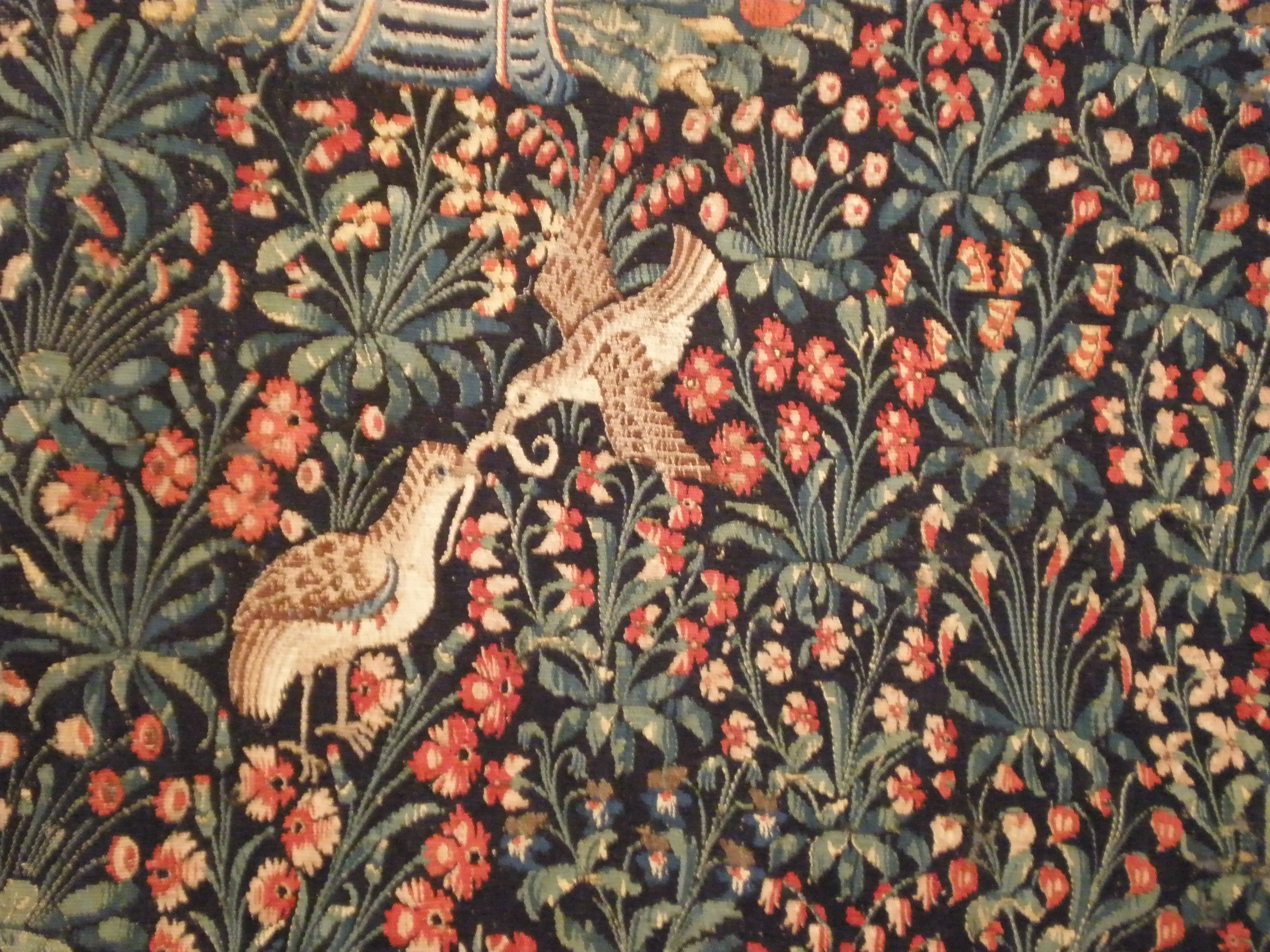
Фрагмент шпалеры с гербом семьи Джовио. Брюгге, 1543-52 гг.
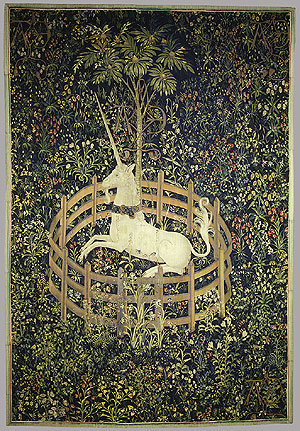
Единорог отдыхает в саду. Шпалера серии "Охота на единорога". Южные Нидерланды. Между 1495 и 1505. Клойстерс, Нью-Йорк
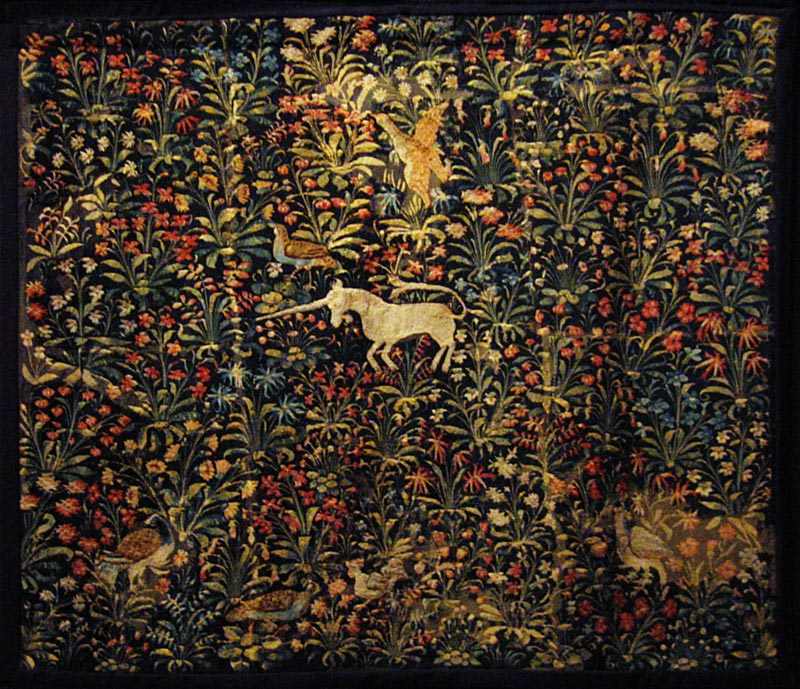
Единорог. XVI век.
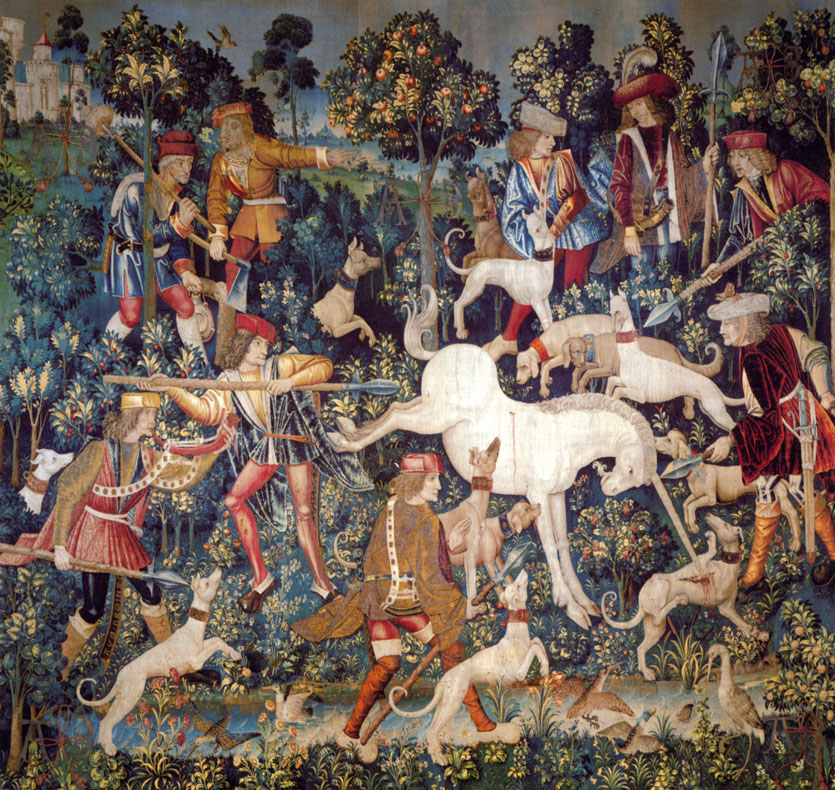
Единорог защищает себя. Шпалера серии "Охота на единорога". Южные Нидерланды. Между 1495 и 1505. Клойстерс, Нью-Йорк